# スパイダーマン: ブランニュー・デイ
「ブランニュー・デイ」（"Brand New Day"）は、マーベル・コミックの『アメイジング・スパイダーマン』で2008年に展開されたストーリー展開である。「ワン・モア・デイ」で世界が変わった後のスパイダーマンの冒険を描き、"Spider-Man: Big Time"へと続いてゆく。
このストーリー展開に合わせてマーベルは『アメイジング・スパイダーマン』誌を同社唯一の『スパイダーマン』のオンゴーイングシリーズとし、月3回刊行のスケジュールとなり、『フレンドリー・ネイバーフッド・スパイダーマン』及び『センセーショナル・スパイダーマン (vol. 2)』はキャンセルされ、「基本に立ち返った」ストーリーのシリーズとなった。『スパイダーマン』作品が統一されたのは1976年12月（Peter Parker, The Spectacular Spider-Man #1が発売）以来のことである。

## 物語

### 新しい設定
「ワン・モア・デイ」によりスパイダーマンとメリー・ジェーン・ワトソンの結婚は無かった事になった。スパイダーマンの正体は全員が忘れ去り、ハリー・オズボーンは復活し、数年間ヨーロッパに居たことになっていた。メイおばさんも健在であり、ホームレス施設へのボランティアを行っている。ピーターはまた自作した機械であるウェブシューターを使うようになっていた。「一部の人々」は、スパイダーマンが「シビル・ウォー」事件の際にマスクを脱いだことを漠然と覚えているが、どんな顔がマスクの下にあったかについては覚えていない。

### ブランニュー・デイ
スパイダーマンはスーパーヒューマン登録法より100日間姿を消していた。ピーター・パーカーはメイおばさんの家に住みつつ、安いアパートを探し、就職活動をしていた。金に困ったピーターは『デイリー・ビューグル』へ未払分の給料を貰いに行くが、『ビューグル』は部数激減により財政難に陥っていたことを知る。ピーターはそれでも給料を支払うようJ・ジョナ・ジェイムソンに求め、そしてジェイムソンはそのショックにより心臓発作で倒れてしまう。

## 日本語版
日本語版は小学館集英社プロダクションより発売されている。
| タイトル                             | 収録内容                                                                                                | ISBN                | 発行日        |
| ------------------------------------ | --- | ------------------- | ------------- |
| スパイダーマン: ブランニュー・デイ 1 | The Amazing Spider-Man #546-551 Free Comic Book Day 2007: Spider-Man "Swing Shift" Venom: Super Special | ISBN 978-4796871358 | 2012年12月8日 |
| スパイダーマン: ブランニュー・デイ 2 | The Amazing Spider-Man #552-558                                                                         | ISBN 978-4796871365 | 2013年1月30日 |
| スパイダーマン: ブランニュー・デイ 3 | The Amazing Spider-Man #559-563                                                                         | ISBN 978-4796871372 | 2013年2月27日 |